# 日産・CAエンジン
日産・CAエンジンは、日産自動車が開発・製造を行った直列4気筒ガソリンエンジン・LPGエンジンである。現在ではベアエンジンを含めて生産を終了している。

## 概要
Z型エンジンの後継として中型乗用車・商用車、上級乗用車の廉価仕様、商用車、ワンボックスカーを中心に搭載され、1980年代～90年代後半まで生産が行われた。初期のSOHCヘッド仕様はZ型の直接の後継エンジンとして位置づけられ、ツインプラグ急速燃焼機構の技術継承および、NAPS-Xの愛称が与えられていた。コンピュータ解析を活用し、Z18型エンジンと比べ35㎏軽量化されている。
SOHCヘッド仕様は前述のようにツインプラグ（1気筒あたり）が、DOHCヘッド仕様は点火システムとしてダイレクトイグニッションがそれぞれ用いられていた。日産のFF車では、初のDOHC化されたエンジンである。燃料供給装置は電子制御方式のキャブレター(日産・ECC)または日産・ECCS制御方式の燃料噴射装置が組み合わされ、こうした電子制御方式のエンジンは後にPLASMA（プラズマ）の愛称も与えられ、トヨタのLASREシリーズに対抗する事ともなった。同世代のディーゼルはCDエンジン、後継はSRエンジンである。
1980年代後半には、CA18Dが当時の全日本F3選手権に供給されていたこともある。

## 特徴
- エンジン自体は、ほとんど同じ物であっても、搭載位置が縦置きと横置きが混在するので、各々の互換性は皆無である。
- 縦置き搭載車は、シルビア、ガゼール、180SX、スカイライン、ブルーバード、バネット、グロリア、セドリック等々。

## バリエーション

### CA16系 1,598cc
- 内径×行程 78.0mm×83.6mm

#### CA16S
- 1,598cc SOHCキャブレター仕様
- スペック：（1）66kW（90PS）5,600rpm 133N・m（13.6kg・m）2,800rpm（グロス値）
- （2）58kW（79PS）5,200rpm 123N・m（12.5kg・m）3,200rpm（ネット値）
- 無鉛レギュラーガソリン

#### CA16DE
- 1,598cc DOHC16バルブ・インジェクション
- スペック：88kW（120PS）6,400rpm 137N・m（14.0kg・m）5,200rpm（ネット値）
- 無鉛レギュラーガソリン

### CA18系 1,809cc
- 内径×行程 83.0mm×83.6mm

#### CA18P
- 1,809cc SOHC・LPG
- スペック：（1-1）64kW（87PS）5,600rpm 143N・m（14.6kg・m）2,800rpm（グロス値）
- （2-2）56kW（76PS）5,000rpm 132N・m（13.5kg・m）2,400rpm（ネット値）
- LPG

#### CA18S
- 1,809cc SOHC・キャブレター仕様
- スペック：74kW（100PS）5,600rpm 149N・m（15.2kg・m）2,800rpm（グロス値）
- 63kW（85PS）5,200rpm 132N・m（13.5kg・m）3,200rpm（ネット値）
- 無鉛レギュラーガソリン

#### CA18i
- 1,809cc SOHC・セントラルインジェクション（Ei）
- スペック：（1-1）77kW（105PS）5,600rpm 160N・m（16.3kg・m）2,800rpm（グロス値）
- （1-2）65kW（88PS）5,200rpm 142N・m（14.5kg・m）3,200rpm（ネット値）
- （1-3）67kW（91PS）5,200rpm　142N・m（14.5kg・m）3,200rpm
- 無鉛レギュラーガソリン

#### CA18E
- 1,809cc SOHC・インジェクション（EGI）
- スペック：（1-1）81kW（110PS）5,600rpm 162N・m（16.5kg・m）3,600rpm（グロス値）
- （1-2）85kW（115PS）6,000rpm 162N・m（16.5kg・m）3,600rpm（グロス値）
- 無鉛レギュラーガソリン

#### CA18ET
- 1,809cc SOHC・インジェクションターボ
- スペック：（1-1）99kW（135PS）6,000rpm 196N・m（20.0kg・m）3,600rpm（グロス値）
- （1-2）88kW（120PS）5,600rpm 181N・m（18.5kg・m）3,600rpm（ネット値）
- 無鉛レギュラーガソリン

#### CA18DE
- 1,809cc DOHC16バルブ・インジェクション
- スペック：99kW（135PS）6,400rpm 159N・m（16.2kg・m）5,200rpm
- 無鉛レギュラーガソリン

#### CA18DET iC無
- 1,809cc DOHC16バルブ・インジェクションターボ（インタークーラーなし）
- スペック：（1-1）118kW（160PS）6,400rpm　211N・m（21.5kg・m）4,000rpm（グロス値）
- （1-2）107kW（145PS）6,400rpm  201N・m（20.5kg・m）4,000rpm（ネット値）
- 無鉛レギュラーガソリン

#### CA18DET iC付
- 1,809cc DOHC16バルブ・インジェクションターボ（インタークーラー付）
- スペック：129kW（175PS）6,400rpm  226N・m（23.0kg・m）4,000rpm（ネット値）
- 無鉛プレミアムガソリン[2]

#### CA18DET-R
- 1,809cc DOHC16バルブ・インジェクションターボ
- スペック：136kW（185PS）6,400rpm 240N・m（24.5kg・m）4,400rpm（ネット値）
- 無鉛プレミアムガソリン[2]

### CA20系 1,973cc

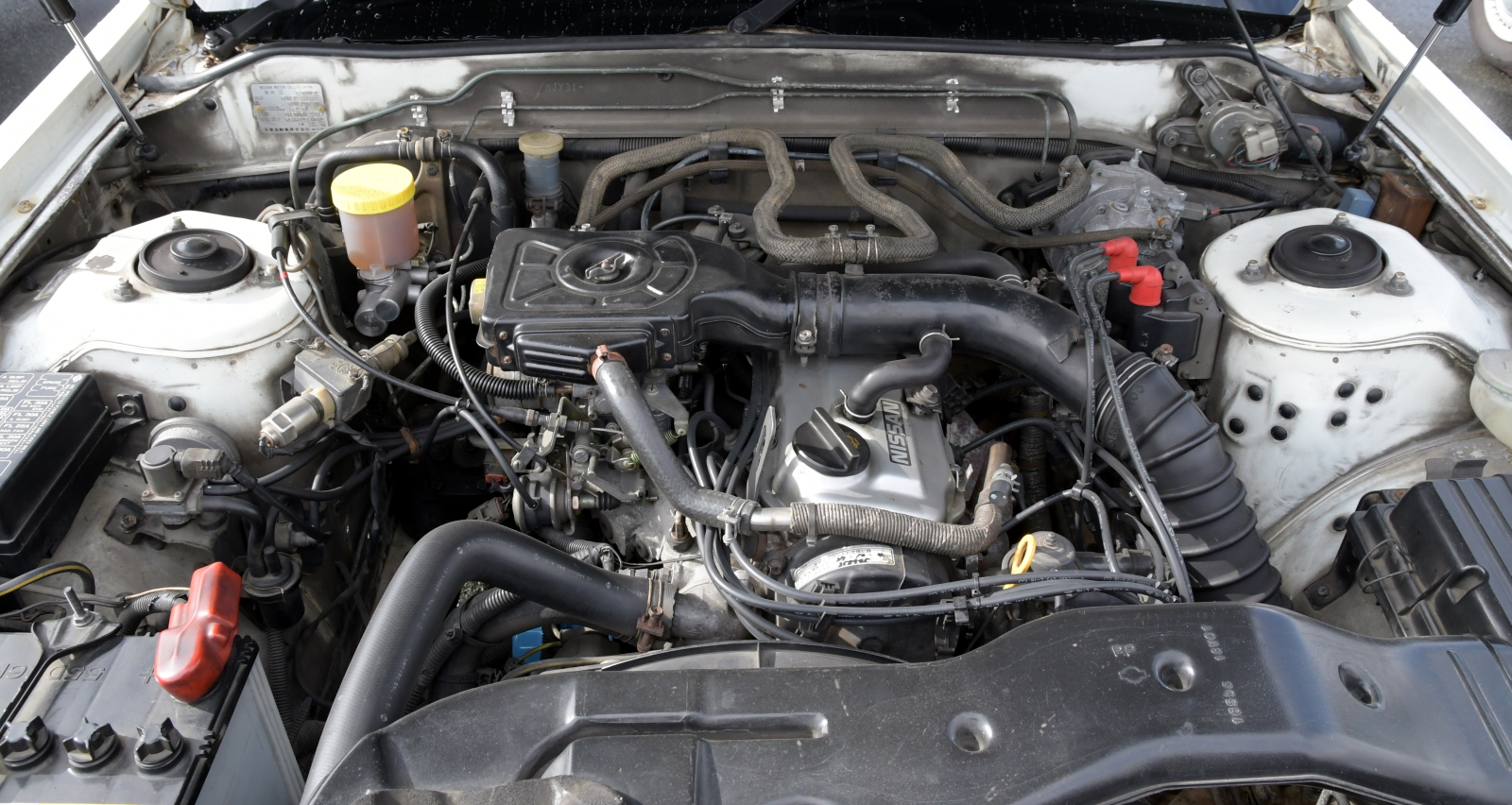
CA20P

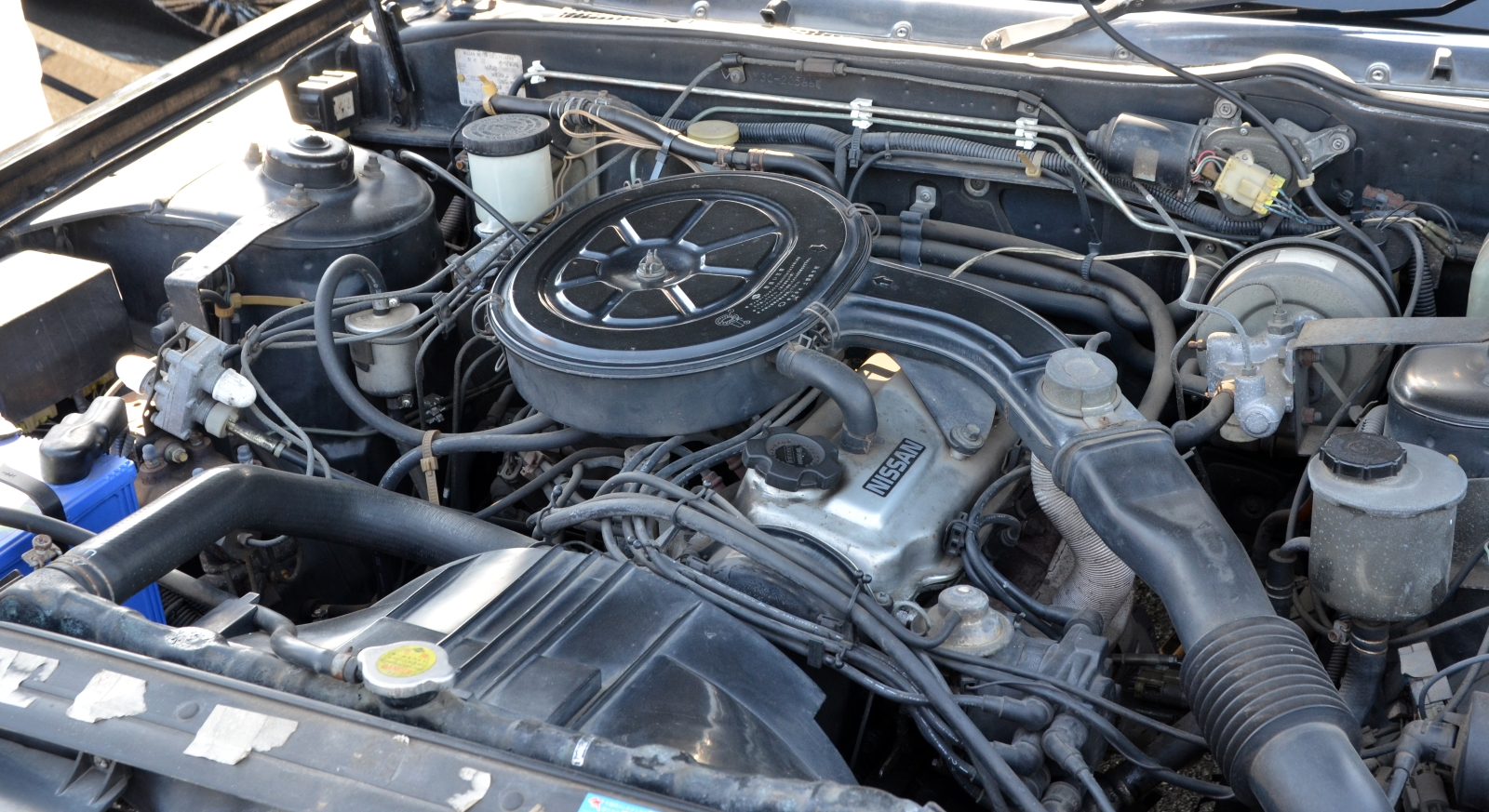
CA20S

- 内径×行程 84.5mm×88.0mm

#### CA20P
- 1,973cc SOHC・LPG
- スペック：（1-1）66kW（90PS）5,600rpm 152N・m（15.5kg・m）2,800rpm（グロス値）
- （1-2）60kW（82PS）4,800rpm 149N・m（15.2kg・m）2,000rpm（ネット値）
- LPG

#### CA20S
- 1,973cc SOHC・キャブレター仕様
- スペック：（1-1）81kW（110PS）5,600rpm 167N・m（17.0kg・m）3,600rpm（グロス値）
- （1-2）67kW（91PS）5,200rpm 150N・m（15.3kg・m）3,200rpm（ネット値）
- （1-3）67kW（91PS）5,200rpm 145N・m（14.8kg・m）2,800rpm（ネット値）
- （1-4）65kW（88PS）5,200rpm 145N・m（14.8kg・m）2,800rpm（ネット値）
- 無鉛レギュラーガソリン

#### CA20E
- 1,973cc SOHC・インジェクション
- 無鉛レギュラーガソリン

## 搭載された車種
- CA16S（1）
  - バイオレットリベルタ（T11）1981年6月-1982年8月
  - スタンザ　（T11、T12）1981年6月-1990年5月
  - オースター（T11、T12）1981年6月-1990年2月
  - ブルーバード（910、U11）1982年10月-1987年9月
  - ユーロン・フィーリング(台湾の裕隆　飛羚101) 1986年-1989年
- CA16S（2）
  - ブルーバード（U12）1987年9月-1991年9月
  - ブルーバードバン（U11）1987年9月-1990年4月
- CA16DE
  - サニー（B12）1986年8月-1989年12月
  - パルサー（N13）1986年5月-1990年8月
  - エクサ（KEN13）1986年10月-1990年8月
  - ラングレー（N13）1986年10月-1990年8月
  - リベルタビラ（N13）1986年10月-1990年8月
  - ローレルスピリット（B12）1986年8月-1990年5月
- CA18P
  - ローレル（C32）1984年10月-1993年7月
  - スカイライン（R31）1985年8月-1989年5月
- CA18S（1-1）
  - バイオレットリベルタ（T11）1981年6月-1983年8月
  - スタンザ　（T11）1981年6月-1986年6月
  - オースター（T11）1981年6月-1985年10月
  - プレーリー（M10）1982年8月-1988年9月
  - ローレル（C31、C32）1982年8月-1986年10月
  - ブルーバード（910、U11）1982年10月-1987年
  - スカイライン（R30、R31<セダン、4ドアハードトップ＞）1982年10月-1987年8月
  - シルビア（S12）1983年8月-1988年5月
  - ガゼール（S12）1983年8月-1986年1月
- CA18S（1-2）
  - ローレル（C32）1986年10月-1988年12月
  - スカイラインワゴン（R31）1986年1月-1990年4月
  - ブルーバードワゴン（U11）1987年9月-1990年4月
- CA18i（1-1）
  - スタンザ　（T12）1986年6月-1990年5月
  - オースター（T12）1985年10月-1990年2月
- CA18i（1-2）
  - ブルーバード（U12）1987年9月-1989年10月
- CA18i（1-3）
  - ローレル（C33）1989年1月-1992年12月
  - スカイライン（R32）1989年5月-1993年8月
- CA18E（1-1）
  - バイオレットリベルタ（T11）1981年6月-1983年8月
  - スタンザ　（T11）1981年6月-1986年6月
  - オースター（T11）1981年6月-1985年10月
  - スカイライン（R30）1981年8月-1983年8月
  - ブルーバード（910）1982年10月-1983年10月
- CA18E（1-2）
  - シルビア（S12）1983年8月-1988年5月
  - ガゼール（S12）1983年8月-1986年1月
  - スカイライン（R30）1983年8月-1985年8月
  - ブルーバード（U11）1983年10月-1987年9月
- CA18ET（1-1）
  - シルビア（S12）1983年8月-1988年5月
  - ガゼール（S12）1983年8月-1986年1月
  - ブルーバード（U11）1983年10月-1987年
  - スタンザ　（T12）1986年6月-1988年1月
  - オースター（T12）1985年10月-1988年1月
  - ブルーバード（U11）1983年10月-1987年9月
- CA18ET（1-2）
  - バネットラルゴコーチ（GC22）1986年5月-1993年7月
  - ブルーバードワゴン（U11）1987年9月-1990年4月
- CA18DE
  - ブルーバード（U12）1987年9月-1989年10月
  - スタンザ　（T12）1988年1月-1990年5月
  - オースター（T12）1988年1月-1990年2月
  - シルビア（S13）1988年5月-1991年1月
- CA18DET<インタークーラー無>（1-1）
  - オースター（T12）1985年10月-1990年2月
  - スタンザ　（T12）1986年6月-1990年5月
- CA18DET<インタークーラー無>（1-2）
  - ブルーバード（U11）1985年8月-1987年9月
  - シルビア（S12）1986年2月-1988年5月
- CA18DET＜インタークーラー付き>
  - ブルーバード（U12）1987年9月-1989年10月
  - シルビア（S13）1988年5月-1991年1月
  - 180SX（RS13）1989年2月-1991年1月
- CA18DET-R
  - ブルーバードSSS-R（U12）1987年9月-1989年10月
- CA20P
  - グロリア・セドリック営業車（Y30・Y31）1983年6月-1991年6月
- CA20S（1-1）
  - セドリック・グロリア（Y30）1983年6月-1987年12月
  - ブルーバード（U11）1983年11月-1985年8月
- CA20S（1-2）
  - グロリア・セドリック（Y30バン）1987年12月-1995年11月
- CA20S（1-3）
  - プレーリー（M10、M11）1985年9月-1995年8月
- CA20S（1-4）
  - バネットコーチ（C22）1985年9月-1991年6月
  - バネットラルゴコーチ（GC22）1986年5月-1993年7月
- CA20E
  - ブルーバードオーズィー（HAU12）1991年5月-8月